# Joško Poljak
Joško Poljak (Spalato, 19 febbraio 1978) è un ex cestista croato.

## Carriera
Con la Croazia ha disputato i Campionati europei del 1999.

## Palmarès
- Coppa di Croazia: 1

Spalato: 1997
- Coppa di Slovenia: 2

Union Olimpija: 2003, 2006
- Supercoppa slovena: 1

Union Olimpija: 2005